# Château de Pont-d'Ain
Le château de Pont-d'Ain est un château, du XVe siècle, reconstruit au XVIe siècle et modifié au XIXe siècle, centre de la seigneurie de Pont-d'Ain, qui se dresse sur la commune française de Pont-d'Ain dans le département de l'Ain, en région Auvergne-Rhône-Alpes. Il a succédé à un antique château construit avant 1285 par les sires de Coligny.
Le château est inscrit au titre des monuments historiques par arrêté du 18 octobre 2004.

## Localisation
Le château de Pont-d'Ain est situé dans le département français de l'Ain sur la commune de Pont-d'Ain en périphérie du bourg dans le quartier de la catherinette.

## Historique
La terre et le château de Pont d'Ain furent d'abord la possession des Coligny. Béatrix, fille d'Hugues de Coligny, la porta en mariage, dans les premières années du XIIIe siècle, à Albert III de la Tour-du-Pin, père d'Humbert de la Tour, dauphin de Viennois, lequel la cède avec son château fort, en 1285, à Robert, duc de Bourgogne, qui la remet, par échange en 1289, au comte Amédée V de Savoie qui en en fait une puissante forteresse. La maison de Savoie la gardera uni à ses possessions pendant près de trois siècles en titre de chef-lieu de châtellenie et de mandement. Selon Guichenon : « Les princesses de Savoie y venoient accoucher et y faisoient élever leurs enfants... Edouard, comte de Savoie, y nasquit, ainsi que Philibert-le-Beau, duc de Savoye, et Louyse de Savoye, mère du grand roy François Ier. C'estoit le séjour ordinaire des comtes et ducs de Savoye, quand ils venoient en Bresse... Aymon, comte de Savoye, fit rebatir l'ancien chasteau... ; le duc Philibert y mourust..., et son cœur fut inhumé en l'église de la ville.... ; Marguerite, vesve de ce prince, y demeuroit ordinairement, et ce fut en ce lieu où elle receul Philippes, archiduc, son frère, lorsqu'il passa en Bresse... et ce fut aussi en ce chasteau que le duc Philibert fit voir la précieuse relique du Saint-Suaire à l'archiduc ». En 1304, un sonneur de trompe est attesté comme faisant partie de la garnison permanente du château avec le châtelain, dix hommes d'armes et deux guetteurs.
En 1327, le château est incendié par le Dauphin et ses alliés, Thoire-Villars et Genève, lorsqu'ils attaquent la Bresse.
En 1586, le duc Charles-Emmanuel de Savoie inféode la seigneurie de Pont-d'Ain, comme membre du marquisat de Treffort, à Joachim de Rye, chevalier, marquis de Treffort, seigneur de Saint-Claude, qui fit reconstruire vers 1590 le château qui nous est parvenu. De nos jours on voit encore sculptées au-dessus de chaque fenêtre de l'escalier monumental, les armes des Rye : d'azur à l'aigle d'or aux ailes déployées.
Le château fut obligé de capituler, en 1595, devant les forces de Biron. Il était défendu par Balanson, neveu du marquis de Treffort. Après la mort de Joachim de Rye, la terre de Pont-d'Ain échoit en héritage à Ferdinand de Longuy, dit de Rye, archevêque de Besançon, qui en reprit le fief en 1601.
François de Bonne, seigneur de Lesdiguières, maréchal de France achète le château en 1610 et le vend avec les terres le 22 avril 1648, à Antoine Rostain d'Urre, seigneur d'Aiguebonne, dont la fille, Marie d'Urre d'Aiguebonne, les fit entrer dans la famille Perrachon, par son mariage avec Pierre Perrachon, conseiller du roi.
Jacques-Marie-Alexandre Perrachon les cède le 7 février 1735 pour 220 000 livres à Philibert de Grollier, chevalier, dont les descendants en conserveront la propriété jusqu'en 1804, date de sa vente à monsieur Chossat de Saint-Sulpice, maire de Bourg en Bresse. L'évêque de Belley, monseigneur Alexandre-Raymond Dévie l'achète en 1833 à son fils, Arthur de Saint-Sulpice, pour en faire une maison de retraite pour les prêtres âgés ou infirmes du diocèse.

## Description
Le château de Pont-d'Ain, reconstruit au XVIe siècle, se présente comme un logis rectangulaire sur trois niveaux, plus les combles qui a été remanié au milieu du XVIIIe siècle et recouvert d'un toit très pentu à quatre pans. Le rez-de-chaussée abrite notamment une pièce lambrissée et un escalier en bois de la même époque daté de 1594 et restauré au XIXe siècle ; au premier étage, une chapelle peinte du XIXe siècle et des peintures pieuses datées de 1849 dans une pièce du second étage, en sont les éléments les plus significatifs.
La cour est entourée de deux bâtiment dont l'un est en partie reconstruit sur les murs médiévaux. Les dépendances, conservent des parties anciennes, murs médiévaux, une cave voûtée, un puits sans doute du XIVe siècle, et un four.
Des vestiges de fossés subsistent au sud et au nord, ainsi qu'un belvédère inclus dans les anciennes fortifications. Au bord de l'esplanade des restes de tours, de contreforts et d'une partie rasée du château avec un mur à coussiège, une tour de pierres ajustées dite « tour du portier ». L'éperon sur lequel est construit le château était barré d'un énorme fossé comme l'atteste le cadastre impérial dressé au début du XVIIIe siècle. Aujourd'hui ce fossé a pratiquement disparu.
Un parc planté d'arbres séculaires entoure le château.
Le bâtiment du grand escalier dit tour Marguerite avait été inscrit monument historique le 22 février 1927, puis le château et son grand commun a été inscrit le 13 septembre 2004. Le site lui, est inscrit depuis le 30 août 1946.

## Iconographie
Le château de Pont-d'Ain est représenté sur une des cinq fresques conservées au château de la Tour-des-Échelles.